# 電影少女
《电影少女》（日语：電影少女）是日本漫画家桂正和绘制的日本漫画作品，带有科幻元素，讲述从电视机走出来的女孩们如何解决男主角们的爱情烦恼。于1989年至1992年间在集英社漫畫雜誌《周刊少年Jump》连载，為桂正和首部以爱情为主题的漫画，单行本全15册，臺灣中文修正版由東立出版社代理，香港中文版由天下出版代理。作品还改编成广播剧、真人电影、OVA、小说和电脑游戏各种媒体形式。
2018年改編成日本電視劇《電影少女-VIDEO GIRL AI 2018-》。

## 简介
所谓“电影少女”，是指放映一种特殊录像带时从电视机走出来的女孩，帮助故事中的男主角解决爱情烦恼。原作漫画以两个电影少女的名字分为“爱”篇和“恋”篇。爱篇是“天野爱”的故事，副题为英语：Video Girl Ai，共116話，收录在单行本第1至13册、珍藏版及文库版第1至8册。恋篇是“桃乃恋”的故事，副题为英语：Video Girl Len，共14話，收录在单行本第14至15册、珍藏版及文库版第9册。另外还有一个“春野”的故事，标题为英语：Video Girl，是较早期（1989年）的短篇作品，是《电影少女》故事的雏形（详见后文），收录在单行本第15册、珍藏版及文库版第8册。
爱篇是整个故事的核心。恋篇内容很短，知名度远远不如爱篇高，但也很好地扩充了《电影少女》的世界观和故事性。恋篇结束时，桂正和曾表示意犹未尽、特别是本来想对其中角色刈川俊骑有更深入的描绘，因此恋篇有可能是被腰斩的。春野的短篇则是独立故事，与爱篇、恋篇没有连续性。
衍生作品主要以爱篇为根据，有些添加了新的故事。其中新登场的电影少女有小说版里的影取优和香山梦，还有电脑游戏里的“虚拟少女”飞岛伦。

## 故事概要

### 爱篇
故事发生在日本东京都三鹰市。弄内洋太暗恋着同班同学早川萌美，却发现萌美恋慕的是自己的挚友新舞贵志。在伤心回家的路上，洋太遇见一家奇异的影像租赁店「GOKURAKU」（极乐）。极乐店长老伯伯说，只有心灵纯真的人才看得见這家店。洋太租了一卷由天野爱主演的录像带《我来安慰你♡》。回家放映的时候，小爱竟然从电视里走出来，陪在洋太身边，给他鼓励、安慰，帮他追求爱情以及创作绘本的梦想。可是洋太的录像机发生了故障，小爱因此有各种“故障”，而其中最重要的是：小爱拥有了电影少女本来没有的感情，以致爱上了洋太。洋太後来也爱上了小爱，小爱的创造者却要把有故障的小爱回收。
其后故事主要围绕着洋太和小爱如何对抗GOKURAKU的势力，同时两人之间的爱情还出现了一些新的考验：小爱在一次回收的抗争中失去了记忆；其间洋太一度和仰慕他的学妹仁崎伸子交往，后来又和终于接受他爱意的萌美交往。不过最终洋太还是选择了小爱，两人排除万难，有情人终成眷属。

### 恋篇
故事发生在爱篇结束7年后，此时弄内洋太已是绘本作家，另在下北泽开设绘画教室，兼职教师。故事主角田口广梦是绘画教室的学生，因为童年阴影曾认为自己“不可能再喜欢上女性”，却对绘画教室同学白川亚由美一见钟情。此时正流传着对亚由美不利的谣言。广梦因挚友刈川俊骑的鼓励，加上想亲自证明谣言不真实，便与亚由美约会，岂料误会反而加深，使广梦以为亚由美果然如谣言所说。正当俊骑在路上设法安慰广梦的时候，GOKURAKU和另一家影像租赁店「NEO GOKURAKU」（新极乐）同时出现在他们眼前。俊骑带广梦进了新店，并为广梦挑选了一卷由桃乃恋主演《我们恋爱吧♡》的录像带。虽然店长说那是新带子、还没测试，俊骑还是硬租回去。回到广梦的家放映的时候，小恋就从电视里走出来，帮助了广梦追求亚由美，也启发了俊骑放弃众多女朋友、追求真爱。最后小恋功德圆满，重返影像世界。

## 人物介绍

### 爱篇
（※记号表示在恋篇中也有出场。）

#### 主要人物
天野爱※
弄内洋太从GOKURAKU租回来的电影少女，录像带标题为《我来安慰你♡》，放映时间三个月；但是随着剧情发展，标题曾一度改为《我会支持你！！》，结果放映了超过一年。她原来应该是温柔可人、举止优雅的女孩，却因洋太的录像机故障而变得男孩子气、貧乳（第3話開場，憤而為此在洋太面前上空（東立版單行本將乳頭塗白）、下半身只穿一條女用內褲質問洋太），时而粗鲁，经常对洋太施行暴力，也失去了原有的烹饪能力；却也因此拥有了电影少女本来没有的感情，包括对人的“爱”。不过故障并没有减少她的美丽、活泼、可爱。她的一大特长是善于发现人的优点。她最初的目标是帮助洋太追求早川萌美，结果自己却爱上了洋太。她曾一度与洋太失散，还失去记忆，成了洋太的同班同学，后来又再次爱上洋太。在罗列克提出“如果可以跟一个人因爱而结合就把她变成人类，但是不能让那个人知道”那个条件以后，她曾积极追求过洋太；却因为洋太当时的心向着萌美，撮合了洋太和萌美，接受自己要消失的命运。几经波折之后，洋太还是选择了她，而且她最终奇迹地变成了人类。
在恋篇中，小爱并没有露面，但是有她叫洋太吃饭的一句对白；还有，洋太跟影像租赁店老伯伯对话时提到，小爱变成人类了，并且过得很好。
弄内洋太（又译：梅仁佑）※
私立貫大高中一年级学生，自小丧母；父亲是设计师，常年外出。姓名的另一發音“Motenai yōda”，有“不得人緣”的意思，故事开始的时候，常因此被同學甚至小爱取笑（這個取自日語諧音的微妙難以翻譯，东立版避重就轻把这个绰号翻译为“太阳”，即取“洋太”二字倒著讀的讀音。而香港天下版則譯為“蘿拔”，都是教人不明所以。部份早期台灣盜版，索性把“弄內洋太”改為漢名“梅仁佑”，取現代標準漢語諧音“沒人要”，以保留這個諧音微妙）。他也确实没有女人缘，受过感情创伤，不善于交际，不敢向女孩子表白，喜欢凡事参考男性杂志，希望能增加吸引力。天野爱的出现，让他首次感受到异性的爱。其后他虽然先后跟仁崎伸子和早川萌美谈过恋爱，心中却总是有小爱的影子。他是个“好好先生”，凡事为他人着想，但是同时对几位女性温柔却造成了他人更深的伤害。他优柔寡断，逃避困难，经常遇到事情就逃学。经历了许许多多事情，他也不断成长，终于不畏艰难，毅然选择了小爱，也重拾了创作绘本的梦想。
在恋篇中，洋太已经25岁，正职为绘本作家，兼职绘画教师，田口广梦和白川亚由美就是他的学生。洋太也成了广梦的爱情导师。
早川萌美（又译：早川燃美、早川枫、早川美雪）
弄内洋太暗恋的同班同学，美丽大方，温柔可爱，是少男们典型的梦中情人。她对同班同学新舞贵志情有独钟，并没有发现洋太对她的爱，反而把洋太当作倾诉心声的好友，请洋太帮助她解决爱情烦恼。而洋太也始终对她念念不忘，因此非常痛苦。故事中段，因为台风日遇袭事件，她与贵志彻底分手，接受了洋太的爱意。后来洋太的心转向了天野爱，她曾尽一切努力要夺回洋太的心，却终于不得不承认洋太和小爱才是一对，自己退出。
新舞贵志
弄内洋太的同班同学，从小认识的挚友。他是一个流行乐队里的低音提琴手，常在学校练习。他是典型帅哥，很受女孩子欢迎，可是待人冷漠，因过去的感情创伤对女孩子不感兴趣。他是班里唯一知道洋太暗恋早川萌美的人，所以最初拒绝了萌美，后来即使与萌美交往，也是若即若离。到他真正爱上萌美的时候，却因为萌美台风日遇袭事件，觉得自己要承担部分责任，所以与天野爱一起撮合了洋太和萌美，而且退学，不跟他们联系。后来在小爱离开洋太的一段日子里，他救过小爱，和她同住，却从没把她当异性看待，说只是想学洋太那样为人着想。后来他还协助小爱，让清水浩司见上山口夏美最后一面。他最终去了冈山县，和浩司组织乐队。
仁崎伸子※
弄内洋太的学妹，初中时期爱上了当时同在美术社的洋太，为了追求洋太选择了洋太的高中。正好洋太留级，他们成了同班同学。她积极追求洋太，经常大胆发言，使洋太大吃一惊。虽然成功争取到洋太和她交往，却因为洋太心里总是有天野爱，交往总是不顺利。暑假期间因为各种阴差阳错感情破裂，纵然洋太想挽回，她还是坚持分手。她并没有讨厌洋太，只是不想再介入小爱和洋太之间，选择自己退出。
在恋篇中，她在最终回露过面，是大圣诞树场地布置的负责人，邀请过桃乃恋第二天去看表演。
山口夏美
弄内洋太的儿时玩伴；后来父母双亡，搬到冈山县亲戚家居住，与洋太失去联系。她是个很有个性的坚强女孩，最重要的特征是伸出“温暖的手”。与洋太重逢是在火车上，当时她刚离家出走，去找在东京的男朋友清水浩司，而洋太正沉溺在刚与仁崎伸子分手的伤痛中，她伸手把洋太的座位抢去。随后她也被浩司抛弃，在路上遇见洋太被流氓殴打，便出手相救，随后先在洋太家的院子里、后在公园里支帐篷居住。天野爱被神尾舞追杀的时候，她也出手相救。她知道了小爱是电影少女，却仍然鼓励她争取自己的爱情。她患有心脏病，后来病情恶化住院。临死之前在小爱的帮助下等到浩司回心转意，而她也帮助了当时分开的小爱和洋太复合。

#### GOKURAKU
经营只有心灵纯真的人才看得见的奇异影像租赁店的组织。因为店长老伯伯说过：“在我们那个时代……”因此推测是未来的组织。（名字的意思是“极乐”。台湾东立版在爱篇中翻译为“奇幻录影带出租店”，在恋篇中翻译为“极乐”。）
老伯伯※
姓名不详，组织旗下影像租赁日本分店店长，凭着高超的技术能力受命于罗列克，是组织的底层人物。他把天野爱的录像带租给弄内洋太，也是组织中唯一支持他们两人的人。他曾帮助洋太进入影像世界救小爱，以爷爷的身份当过小爱的监护人，最后还不惜牺牲性命要把小爱变成人类。
在恋篇中才知道，他后来获救，当上了GOKURAKU的敌对影像租赁店NEO GOKURAKU（新极乐，台湾东立版翻译为“霓虹极乐”）的店长。该店专门提供有感情的电影少女。其中有一段与洋太重逢的对话，交代爱篇之后发生过的事情。
罗列克
电影少女的制造者，人造人，男性，完美主义者，性格冷酷。他不分季节总是穿着长大衣，所以一般称他为“穿大衣的人”。他认为自己的作品天野爱拥有感情、只爱一个人是非常严重的故障，所以要把小爱回收，后来又用神尾舞要把小爱消灭。小爱战胜了小舞之后，他为了深入研究，向小爱开了可以变成人类的条件，最后让老伯伯为他制造可以消除小爱故障的装置。
巴鲁迪克
罗列克的上级。老伯伯本想向他告罗列克的状，没想到是他们是同一阵线，是他自己误会了组织的宗旨。
神尾舞（又译：百合）
从罗列克给松井直人的录像带《提起精神吧♡》放映出来，完好无损的电影少女。她一开始像个玩偶一样，盲目听从直人的指示，被丧失理智的直人关在视听教室里一星期，差点坏掉。被修理好，加强了装备，接受了消灭天野爱的命令之后，她变得非常残酷。她体现了GOKURAKU“否定爱、消灭爱”的宗旨，视相信爱、还爱上人的“不完全”电影少女天野爱为敌。她用以消灭小爱的武器是体内与小爱不匹配的磁力，两度攻击失败，最后反而被小爱发出的磁力消灭。（台湾东立版起初译为“百合”，后来又译为“舞”，其实是同一角色。）

#### 其他
空山高夫
弄内洋太的同级同学，美术社会长。他父亲是学校家长教师委员会会长。他非常好色，常在列车內非礼女性，却善于在女性面前假装纯情，表里不一。有一天他在列车內遇到天野爱，觉得她很可爱，不服她和洋太关系那么好，就想把小爱抢走，后来还仗着父母在学校的地位，挑拨洋太殴打自己，使洋太差点被开除，不過在他的父親求情下，洋太被停课处分了事，間接導至洋太留级。之后他再也没出现过。
美加
弄内洋太小学时代喜欢的女孩，表白时被拒绝。在洋太的回想中出现。
广子
弄内洋太初中时代喜欢的女孩。就是因为被她拒绝，洋太一度放弃绘画，凡事查参考书籍。
友子
仁崎伸子的好朋友。
松井直人
仁崎伸子的同级同学，一直喜欢伸子。他在乘火车上学途中听到伸子和弄内洋太闹别扭之后展开追求，却仍被伸子拒绝。虽然他并不具备使用GOKURAKU的条件，罗列克还是给了他神尾舞的录像带，作为研究特例。他在学校的视听教室放映出小舞后失去理智，一星期留在教室里不吃不喝，导致身体虚弱，吃了罗列克消除他有关小舞记忆的药后昏倒，然后才被发现，被以为是自杀。伸子以为那是自己的责任，暑假中一直去医院探望，导致与洋太误会加深以致分手。可是伸子与洋太分手之后，他再也没出现过。
清水浩司
山口夏美的男朋友，K2R迪斯科舞厅的舞蹈演员。出场时21岁，来自冈山。他是为了赚钱给夏美治病去东京打拼，本来约好赚到钱就叫夏美过去，却为了多赚钱跟了舞厅老板的女儿，在一个月之后与夏美失去联系。在他快要签约，得到大笔资金的时候，夏美病危。因着天野爱锲而不舍的争取，他放弃了眼前成名的机会，去见了夏美最后一面。因为台风日袭击早川萌美的人是舞厅员工，他认识了新舞贵志，后来与贵志回家乡组织乐队。

### 恋篇
桃乃恋
田口广梦和刈川俊骑从NEO GOKURAKU租回来的电影少女，录像带标题为《我们恋爱吧♡》，放映时间为“直到你找到真爱”，与GOKURAKU的电影少女不同，是本来就被设定为有感情的。她在刚制成、尚未测试的状态被租去。她性格率直、开朗，竭尽所能要完成任务，却经常冒失出错。她不会做菜。
田口广梦
私立乐欢高中二年级学生，志向是当漫画家，在弄内洋太开设的绘画教室学习。他哥哥因工作去了北海道，留下房子让他一人看管。他说话喜欢使用成语，却常常用错。她对女性有着奇怪的幻想，好友刈川俊骑称之为“对女性洁癖”。过去曾被恋慕的女孩无情拒绝，被众人耻笑而想自杀，从此拒绝恋爱，直到遇见白川亚由美，成功交往以后，才慢慢改变。交往初期他还有点得意忘形，忽略了亚由美，后来才重新找回感觉。
刈川俊骑
田口广梦的同班同学，从小认识的挚友。桃乃恋出现后，为了亲近小恋住进广梦的家，三人一起生活。他很会做菜，很能打架。他非常受女孩子欢迎，并且来者不拒，换过无数女朋友，却从来没有认真谈过恋爱。他真心关心广梦，竭尽所能要帮助他摆脱过去的阴影。在和小恋一同帮助广梦的过程中发现了自己的问题，也发现自己喜欢小泽梢子，在圣诞节前夕向梢子表白，正式交往。
小泽梢子
田口广梦和刈川俊骑的同班同学，从小认识的挚友，同样知道广梦的过去，也一样为广梦担心。虽然她知道广梦从来不把她当女孩子看待，还是一直对广梦有好感，直到广梦和白川亚由美交往为止。她在圣诞节前夕接受了俊骑的表白，正式交往。
白川亚由美
神瀬高中二年级学生，和田口广梦在同一个绘画教室学习。她有一个死去的哥哥。她长得非常像造成广梦感情创伤的岛田礼子。她是个认真专一、人见人爱的美丽女孩，却有谣言传她是个很随便的女孩。克也是她的前男友，却其实只是玩弄她。后来她与广梦交往。
克也
白川亚由美的前男友，同校同学。他就是散布有关亚由美谣言的人。
里子
白川亚由美的朋友，同校同学。她非常担心受谣言之苦的亚由美。
岛田礼子
田口广梦四年前喜欢的女孩，向她表白的时候她竟然破口大骂，无情地拒绝，使广梦深深受伤。她只在对话中提及，在回想片段和中出现，故事中没有交代她的去向。

## 出版書籍
單行本
| 冊數 | 集英社        | 集英社             | 東立出版社     | 東立出版社         | 天下             | 天下               |
| 冊數 | 發售日期      | ISBN               | 發售日期       | ISBN               | 發售日期（初次） | 發售日期（第二次） |
| ---- | ------------- | ------------------ | -------------- | ------------------ | ---------------- | ------------------ |
| 1    | 1990年7月10日 | ISBN 4-08-871801-1 | 1993年10月30日 | ISBN 957-34-0860-0 | 1993年8月25日    | 1997年4月1日       |
| 2    | 1990年9月10日 | ISBN 4-08-871802-X | 1993年10月30日 | ISBN 957-34-0861-9 | 1993年月10日     | 1997年4月11日      |
| 3    | 1990年11月9日 | ISBN 4-08-871803-8 | 1993年11月15日 | ISBN 957-34-0862-7 | 1993年9月25日    | 1997年4月21日      |
| 4    | 1991年1月10日 | ISBN 4-08-871804-6 | 1993年11月15日 | ISBN 957-34-0863-5 | 1993年10月10日   | 1997年5月1日       |
| 5    | 1991年3月8日  | ISBN 4-08-871805-4 | 1993年12月5日  | ISBN 957-34-0864-3 | 1993年10月25日   | 1997年5月11日      |
| 6    | 1991年6月10日 | ISBN 4-08-871806-2 | 1993年12月5日  | ISBN 957-34-0865-1 | 1993年11月10日   | 1997年5月21日      |
| 7    | 1991年8月7日  | ISBN 4-08-871807-0 | 1994年1月25日  | ISBN 957-34-0866-X | 1993年11月25日   | 1997年6月1日       |
| 8    | 1991年10月9日 | ISBN 4-08-871808-9 | 1994年1月30日  | ISBN 957-34-0867-8 | 1993年12月10日   | 1997年6月11日      |
| 9    | 1991年12月3日 | ISBN 4-08-871809-7 | 1994年4月20日  | ISBN 957-34-0868-6 | 1993年12月25日   | 1997年6月21日      |
| 10   | 1992年2月10日 | ISBN 4-08-871810-0 | 1994年4月20日  | ISBN 957-34-0869-4 | 1994年1月10日    | 1997年7月1日       |
| 11   | 1992年5月8日  | ISBN 4-08-871701-5 | 1994年5月10日  | ISBN 957-34-0870-8 | 1994年1月25日    | 1997年7月11日      |
| 12   | 1992年7月3日  | ISBN 4-08-871702-3 | 1994年6月10日  | ISBN 957-34-0871-6 | 1994年2月10日    | 1997年7月21日      |
| 13   | 1992年9月4日  | ISBN 4-08-871703-1 | 1994年7月15日  | ISBN 957-34-0872-4 | 1994年2月25日    | 1997年8月1日       |
| 14   | 1992年11月4日 | ISBN 4-08-871704-X | 1994年8月10日  | ISBN 957-34-0873-2 | 1994年3月10日    | 1997年8月11日      |
| 15   | 1993年3月4日  | ISBN 4-08-871705-8 | 1994年9月20日  | ISBN 957-34-0874-0 | 1994年3月25日    | 1997年8月21日      |

愛藏版
| 冊數 | 集英社     | 集英社             |
| 冊數 | 發售日期   | ISBN               |
| ---- | ---------- | ------------------ |
| 1    | 1997年4月  | ISBN 4-08-782736-4 |
| 2    | 1997年5月  | ISBN 4-08-782737-2 |
| 3    | 1997年6月  | ISBN 4-08-782738-0 |
| 4    | 1997年7月  | ISBN 4-08-782739-9 |
| 5    | 1997年9月  | ISBN 4-08-782740-2 |
| 6    | 1997年10月 | ISBN 4-08-782741-0 |
| 7    | 1997年11月 | ISBN 4-08-782742-9 |
| 8    | 1997年12月 | ISBN 4-08-782743-7 |
| 9    | 1998年1月  | ISBN 4-08-782744-5 |

文庫版
| 冊數 | 集英社        | 集英社             | 東立出版社    | 東立出版社                                                |
| 冊數 | 發售日期      | ISBN               | 發售日期      | EAN / ISBN                                                |
| ---- | ------------- | ------------------ | ------------- | --------------------------------------------------------- |
| 1    | 2003年1月17日 | ISBN 4-08-618012-X | 2018年4月27日 | EAN 471-0945-55559-1（首刷附錄版） ISBN 978-957-260-925-5 |
| 2    | 2003年1月17日 | ISBN 4-08-618013-8 | 2018年5月28日 | EAN 471-0945-55560-7（首刷附錄版） ISBN 978-957-260-926-2 |
| 3    | 2003年3月18日 | ISBN 4-08-618014-6 | 2018年6月28日 | EAN 471-0945-55561-4（首刷附錄版）                        |
| 4    | 2003年3月18日 | ISBN 4-08-618015-4 | 2018年7月27日 | EAN 471-0945-55693-2（首刷附錄版）                        |
| 5    | 2003年4月18日 | ISBN 4-08-618016-2 | 2018年8月27日 | EAN 471-0945-55694-9（首刷附錄版）                        |
| 6    | 2003年4月18日 | ISBN 4-08-618017-0 | 2018年9月27日 | EAN 471-0945-55695-6（首刷附錄版）                        |
| 7    | 2003年5月16日 | ISBN 4-08-618018-9 | 2018年12月6日 | EAN 471-0945-55784-7（首刷附錄版）                        |
| 8    | 2003年5月16日 | ISBN 4-08-618019-7 | 2019年1月10日 | EAN 471-0945-55785-4（首刷附錄版）                        |
| 9    | 2003年5月16日 | ISBN 4-08-618020-0 | 2019年2月22日 | EAN 471-0945-55786-1（首刷附錄版）                        |

## Video Girl（短篇版）
《Video Girl》是桂正和较早期的短篇作品，是《电影少女》“爱篇”故事的雏形。当时标题还没有使用“电影少女”这个汉字名称，只有英语《Video Girl — Complete Story》和相应的日语片假名，中文翻译为“电影少女”或“录影带少女”。本作品首次刊登在《周刊少年Jump》1989年冬季增刊号；后来收录于《桂正和傑作精選集》第二册（连封面有6页彩页），以及《电影少女》单行本第15册、珍藏版及文库版第8册。
本作品重点情节如下：
- 放映录像带的时候，女孩子从电视里走出来。
- 放映时遇到问题，使女孩的性格突变，变得男孩子气。
- 女孩原本是要帮助男主角追求别的女孩，结果却与男主角相爱。
- 女孩最终变成人类与男主角结合。

这基本上已经勾画出爱篇的框架，而爱篇中天野爱的性格、行为和说话方式也与本作品中的春野非常相似。

### 故事介绍
山川宗洋喜欢班上的同学浩子。一次宗洋与浩子发生误会，在失望回家的路上看到空地上突然多出一家GOKURAKU影像租赁店，打广告说出租“特殊”的录像带。该店电脑全自动操作，里面有很多电视机，放映着女孩影像。宗洋选了其中一个叫“春野”的，把录像带带回家播放，春野便电视里出来安慰他。后来宗洋终于约到了浩子去约会，在约会日之前找春野指导如何约会，结果与春野之间产生感情。

### 人物介绍
春野
电影少女，放映时间一个月，原本应该是“清纯、可爱、娴淑”的，却因为山川宗洋放映时不小心按错了录像按钮，录上了当时电视里的男性影像而变得男孩子气。
山川宗洋
高中二年级学生。他是个很害羞的小男生，不善于与女性交际，也不敢跟自己喜欢的浩子表白。在与春野相处的日子里不知不觉爱上了春野。
浩子
山川宗洋的同班同学，班中最可爱的女孩，在餐厅兼职服务员。其实她也喜欢宗洋，只是一直没有表白，后来发现宗洋其实爱上了春野，于是选择退出。

## 广播剧
以《电影少女 Video Girl Ai》为题的广播剧。录音带和CD於1991年7月19日出版发售（集英社），製作者为之后小说化负责人富田佑弘。

### 收录曲
1. 电影少女 Video Girl Ai
2. Video Girl

### 配音員
- 弄内洋太：佐佐木望
- 天野爱：高山南
- 早川萌美：三石琴乃
- 新舞贵志：井上和彦
- 神秘男人：若本規夫
- GOKURAKU店长：青野武

## 真人电影
以《电影少女 Video Girl Ai》为题的真人电影于1991年上映，导演是桂正和的好友金田 龍。同场上映《冒险少女娜汀亚》。

### 製作人員
- 監督：金田龍
- 製作：東寶
- 製作總指揮：朝野勇次郎
- 製作人：日高武司、市山隆治、米沢昭宣
- 脚本：桂正和、吉本昌弘
- 企画：渡邊正憲、永田英二
- 攝影：丸池納
- 音樂：小六禮次郎
- 美術：清水剛

### 主題曲
宇都美慶子 　（Polydor Record（現：環球音樂有限公司））

### 主要角色
- 天野愛：坂上香織
- 弄内洋太：大沢健
- 新舞貴志：保阪尚輝
- 早川萌美：浜口ひろみ
- 加奈子：矢蒔浬子
- 瑞枝：野村詩織
- 繪里：橋野恵美
- 美紀：加上由実
- 洋太（兒童時代）：澤田英俊
- 貴志（兒童時代）：古謝潤一
- 女子：白山愛
- 郵差：ふじわら哲平
- 神秘人：桂正和
- 父親：ポール牧
- 神秘男：岸部一德

## OVA
以《电影少女 Video Girl Ai》为题的OVA动画于1992年发行VHS录像带全6卷，每卷片長约半小时。2001年收录于两卷DVD光碟。

### 製作人員
- 監督：西久保瑞穂
- 系列構成：關島真賴、赤堀悟
- 人物設計：後藤隆幸
- 美術：串田達也
- 色彩設計：遊佐久美子
- 攝影：高橋明彦
- 編輯：JAYFILM、掛須秀一、山森重之
- 音樂：岡田徹
- 音響：田中英行
- 製作人：石川光久、大徳哲雄
- 企画：中野和雄、後藤広喜
- 製作：I.G.TATSUNOKO

### 主題曲
片頭曲
作詞：遠藤京子 / 作曲：遠藤京子 / 歌：酒井法子
片尾曲
作詞：桂正和 / 作曲：松浦有希 / 歌：木村真紀
挿入歌
（1）
作詞・作曲：飯村直子 / 編曲：山口美和子、岡田徹、杉山勇司&Nav Katze / 歌：Nav Katze
（3）
作詞：泉水敏郎 / 作曲・編曲：岡田徹 / 歌：須藤まゆみ
（3）
作詞：覚和歌子 / 作曲・編曲：岡田徹 / 歌：須藤まゆみ
（4）
作詞：田口俊 / 作曲・編曲：岡田徹 / 歌：桂正和
（5）
作詞：泉水敏郎 / 作曲：岡田徹、鶴来正基 / 編曲：鶴来正基、岡田徹 / 歌：桂正和
「Frozen Flower」（6）
作詞・作曲：飯村直子 / 編曲：山口美和子、岡田徹、杉山勇司&Nav Katze / 歌：Nav Katze
（6）
作詞・作曲・歌：木村真紀 / 編曲：岡田徹、棚谷祐一

### 配音員
- 天野愛：林原めぐみ
- 弄内洋太：草尾毅
- 早川萌美：天野由梨
- 新舞貴志：辻谷耕史
- GOKURAKU的主人：緒方賢一
- 羅列克：鈴置洋孝
- 輕浮男：高木渉
- 女子生徒：佐久間純子、南杏子、須呂智美、根谷美智子
- 男子生徒：石野竜三、相澤正輝
- 男A：古田信幸
- 女子：真柴摩利
- 工作人員：相澤正輝
- 電影旁白：須呂智美、高橋正彦
- 巡査：長島雄一
- 英語教師：小野健一
- 播報員：池本小百合
- 店員：石野竜三
- 情侶男：長島雄一
- 管理人電話：本郷保（圖像、原聲音樂）

### 各集列表
| 話數  | 日文標題 | 中文標題                       | 腳本       | 分鏡       | 演出       | 作画監督                    | 發售日期      |
| ----- | -------- | ------------------------------ | ---------- | ---------- | ---------- | --------------------------- | ------------- |
| 第1話 |          | 我來安慰你                     | 赤堀悟     | -          | 西久保瑞穂 | 後藤隆幸                    | 1992年3月27日 |
| 第2話 |          | 現在                           | 關島真賴   | 望月智充   | 西久保瑞穂 | 黄瀬和哉                    | 1992年4月24日 |
| 第3話 |          | 穿著洋太送的衣服首次約會紀念日 | 山下久仁明 | 西久保瑞穂 | 川崎逸朗   | 後藤隆幸                    | 1992年5月22日 |
| 第4話 |          | 告白                           | 山下久仁明 | -          | 神谷純     | 黄瀬和哉                    | 1992年6月26日 |
| 第5話 |          | 小愛消失！                     | 赤堀悟     | 坂田純一   | 川崎逸朗   | 後藤隆幸                    | 1992年7月24日 |
| 第6話 |          | 哀、小愛、愛                   | 關島真賴   | -          | 神谷純     | 岸田隆宏、後藤隆幸 黄瀬和哉 | 1992年8月28日 |

## 小说
以《电影少女 Video Girl Ai》为题的小说，作者为富田佑弘。第1章“天野爱”改编自爱篇，于1991年8月21日刊登于《Jump Novel》第一卷（Jump j-Books）。单行本全3章，其余两章为原创作品：第2章“影取优”和第3章“香山梦”，分别讲述两位同名电影少女的故事。书中还收录了桂正和绘制的彩色插图、外加3页漫画“电影少女们的假日”，其中除了小说里的电影少女以外，春野和桃乃恋也有出场。
| 冊數 | 集英社       | 集英社             | 尖端出版社   | 尖端出版社         |
| 冊數 | 發售日期     | ISBN               | 發售日期     | ISBN               |
| ---- | ------------ | ------------------ | ------------ | ------------------ |
| 全   | 1993年6月9日 | ISBN 4-08-703008-3 | 1994年3月1日 | ISBN 957-712-348-1 |

## 游戏
帕布雷斯特公司于1999年2月14日推出了恋爱模拟游戏《电影少女 Virtual Girl Lun》。游戏中的主角得到一张CD-ROM光盘，从光盘走出来一个“虚拟少女” 飞岛伦，帮助主角寻找真正的恋人。游戏中可以选择的恋爱对象包括爱篇中的早川萌美和仁崎伸子。

## 電視劇

### 電影少女-VIDEO GIRL AI 2018-
《電影少女-VIDEO GIRL AI 2018-》於2018年初在東京電視台週六深夜的「土曜劇24」時段播出，男女主角分別由野村周平與乃木坂46成員西野七瀨飾演。

#### 劇情
電視劇背景設定在漫畫結束後的25年，男主角弄内翔是漫畫男主角弄内洋太的姪子，因為家庭因素搬進了弄内洋太過去住的房子。弄內翔在屋内發現過去叔叔所使用過的錄影帶播放器，並播放出了電影少女天野愛的錄影帶，然後跟漫畫劇情一樣，天野愛從電視裡爬出來跟弄内翔共同生活3個月的故事。

#### 演員
- 弄内翔：野村周平
- 天野愛：西野七瀨（乃木坂46）
- 柴原奈奈美：飯豐萬理江
- 古矢智章：清水尋也
- 大宮莉佳：大友花戀
- 弄内洋太：戶次重幸
- 清水浩司：村山淳

#### 製作人員
- 原作：桂正和《電影少女》（集英社）
- 編劇：喜安浩平、山田能龍、真壁幸紀、室岡良美子
- 導演：關和亮、真壁幸紀、桑島憲司
- 音樂：tofubeats
- 主題曲：tofubeats（不滅的心）（unBORDE）
- 總製作人：淺野太（東京電視台）
- 製作人：五箇公貴（東京電視台）、倉地雄大（東京電視台）、巢立恭平（ROBOT）
- 製作：東京電視台、ROBOT
- 製作出品：「電影少女 2018」製作委員會

#### 播出日程
| 各集  | 播出日期       | 編劇              | 導演     |
| ----- | -------------- | ----------------- | -------- |
| 第1集 | 2018年 1月14日 | 喜安浩平          | 關和亮   |
| 第2集 | 1月21日        | 喜安浩平          | 真壁幸紀 |
| 第3集 | 1月28日        | 喜安浩平          | 真壁幸紀 |
| 第4集 | 2月04日        | 山田能龍 喜安浩平 | 桑島憲司 |
| 第5集 | 2月11日        | 山田能龍 喜安浩平 | 關和亮   |
| 第6集 | 2月18日        | 喜安浩平          | 桑島憲司 |
| 第7集 | 2月25日        | 喜安浩平 真壁幸紀 | 真壁幸紀 |

### 電影少女-VIDEO GIRL MAI 2019-

#### 演员
- 神尾マイ：山下美月（乃木坂46）
- 叶野健人：萩原利久
- 朝川由那：武田玲奈
- 川島杏奈：黒木ひかり[3]
- 佐竹美優：新條由芽[3]
- 水谷航平：大下ヒロト[3]
- 等々力守：久保田康祐[3]
- 柳智則：柾木玲弥[3]
- 加藤さやか：桃月なしこ[3]
- 杉崎勇輝：甲斐翔真[3]
- 小山内和美：三浦誠己[3]
- 沢村雄介：森岡龍[3]
- 太田和夫：小松和重[3]
- 松井直人：岡田義徳[3]
- 弄内洋太：戸次重幸[3]

#### 製作人員
- 脚本：喜安浩平、山田能龍、高野水登
- 総監督：関和亮
- 監督：真壁幸紀、湯浅弘章、山岸聖太、川井隼人
- 音楽：KERENMI（蔦谷好位置）
- 主題歌：KERENMI feat.大比良瑞希「からまる」（トイズファクトリー）
- チーフプロデューサー：大和健太郎（テレビ東京）
- プロデューサー：五箇公貴（テレビ東京）、倉地雄大（テレビ東京）、巣立恭平（ROBOT）
- 制作：テレビ東京、ROBOT
- 製作著作：「電影少女 2019」製作委員会

#### 放送日程
| 各話   | 放送日        | ラテ欄                                            | 脚本                       | 監督            | 総監督 |
| ------ | ------------- | ------------------------------------------------- | -------------------------- | --------------- | ------ |
| 第01話 | 2019年4月12日 | 男を誘惑 最凶ビデオガール誕生                     | 喜安浩平                   | 関和亮 真壁幸紀 | -      |
| 第02話 | 4月19日       | 妖艶全開! ビデオガールの魔の手                    | 喜安浩平                   | 真壁幸紀        | 関和亮 |
| 第03話 | 4月26日       | 悪徳写真家VS悪のビデオガール                      | 喜安浩平                   | 関和亮          | 関和亮 |
| 第04話 | 5月03日       | 止まらない悪女暴走                                | 喜安浩平                   | 湯浅弘章        | 関和亮 |
| 第05話 | 5月10日       | 見える幻影 美少女に侵されゆく心                   | 高野水登 喜安浩平 山田能龍 | 湯浅弘章        | 関和亮 |
| 第06話 | 5月17日       | 美女を操る黒幕登場 消えた少女 押された停止ボタン! | 山田能龍 喜安浩平          | 湯浅弘章        | 関和亮 |
| 第07話 | 5月24日       | 軟禁状態…壊れゆくビデオガール                     | 喜安浩平                   | 関和亮          | 関和亮 |
| 第08話 | 5月31日       | 最凶悪女編                                        | 山田能龍 喜安浩平          | 川井隼人        | 関和亮 |
| 第09話 | 6月07日       | バレる正体 復讐にかられる再生者                   | 喜安浩平                   | 湯浅弘章        | 関和亮 |
| 第10話 | 6月14日       | 破壊の命令 消されていく生徒たち                   | 喜安浩平 山田能龍          | 山岸聖太        | 関和亮 |
| 第11話 | 6月21日       | 再生時間は残り3日間 2人が導き出した答え           | 喜安浩平 山田能龍          | 山岸聖太        | 関和亮 |
| 最終話 | 6月28日       | 別れの時 2人で辿り着いた未来                      | 山田能龍 喜安浩平 高野水登 | 関和亮          | 関和亮 |

#### 跨网台
| 放送対象地域   | 放送局       | 系列           | 放送枠               | 放送期間                      | 放送時間                     | 備考       |
| -------------- | ------------ | -------------- | -------------------- | ----------------------------- | ---------------------------- | ---------- |
| 関東広域圏     | 東京電視台   | 東京電視台系列 | 木ドラ25             | 2019年4月12日 - 2019年6月28日 | 金曜 1:00 - 1:30（木曜深夜） | 制作局     |
| 大阪府         | 大阪電視台   | 東京電視台系列 | サンデーナイトドラマ | 2019年4月15日 -               | 月曜 0:35 - （日曜深夜）     | 遅れネット |
| 全国放送       | BS東視       | BS放送         |                      | 2019年4月17日 -               | 水曜 0:00 - 0:30（火曜深夜） | 遅れネット |
| 宮城県         | 宮城電視台   | 日本電視台系列 |                      | 2019年4月26日 -               | 金曜 0:59 - 1:29（木曜深夜） | 遅れネット |
| 滋賀県         | 琵琶湖放送   | 独立放送局     |                      | 2019年4月28日 -               | 日曜 22:54 - 23:24           | 遅れネット |
| 岡山県、香川県 | 瀨戶內電視台 | 東京電視台系列 |                      | 2019年4月29日 -               | 月曜 0:35 - 1:05（日曜深夜） | 遅れネット |
| 愛知県         | 愛知電視台   | 東京電視台系列 |                      | 2019年5月5日 -                | 日曜 1:50 - 2:20（土曜深夜） | 遅れネット |
| 和歌山県       | 和歌山電視台 | 独立放送局     |                      | 2019年5月11日 -               | 土曜 23:30 - 24:00           | 遅れネット |
| 青森県         | 青森電視台   | TBS系列        |                      | 2019年5月28日 -               | 火曜 0:55 - 1:25（月曜深夜） | 遅れネット |

## 外國改編作品

### 電影
香港电影《夏日情人》（1992年 导演：高志森）
主演：叶玉卿、张坚庭、莫少聪、李丽珍。

### 劇集
電視廣播有限公司製作的時裝電視劇《都市的童話》（1993年）
主演：林文龍、朱茵、關寶慧、黃一山、黎彼得、許紹雄。

### 網絡劇
中國大陸賀歲網絡劇《电影少女》，2008年1月8日在网络首播，由中国艺人网和青春光影工作室联合拍摄，管晓杰导演，標榜“中国首部真人动漫贺岁剧”，全22集、每集5分鐘，為青春光影工作室首部漫畫改編作品。
故事简介
蔡痕是不受女孩欢迎的大学男生，暗恋小雪。一次偶然机会，蔡痕得到了一张美女光碟，还以为是色情片，拿去播放；谁知片中的小零竟然从电视机里走出来，并以“妹妹”的身份留下来照顾蔡痕。其实小雪也喜欢蔡痕，只是彼此都没有表白。在小零的安排下，小雪与蔡痕关系得到发展。此时神秘的MR.SIN到来，要销毁小零。
演员
- 蔡痕：高锐
- 小零：牟思澄
- 小雪：张薇薇
- MR.SIN：泽田
- 阿诺：季羽航

## 資料來源
1. ↑  tofubeats最新單曲《不滅的心》熱播中
2. ↑  . Oricon News. 2017-11-14  [2017-11-14]. （原始内容存档于2018-09-21） （日语）.
3. 1 2 3 4 5 6 7 8 9 10 11 12  .   [2021-01-02]. （原始内容存档于2021-02-28）.

## 相關網站
- OVA・DVD公式ページ （页面存档备份，存于）
- ゲーム公式ページ（2008年4月4日時点のアーカイブ）
- テレビドラマ「電影少女 -VIDEO GIRL AI 2018-」公式ページ （页面存档备份，存于）
- テレビドラマ「電影少女 -VIDEO GIRL MAI 2019-」公式ページ （页面存档备份，存于）